# 天津特大橋
天津特大橋（てんしんとくだいきょう）は、中国の廊坊市および青県を結ぶ鉄道橋である。京滬高速鉄道の一部である。その全長は113.700 kmで、ギネスブック上では完成当時から現在まで世界で二番目に長い橋である。この橋は、2010年に完成し、2011年に開業した。